# Josef Felix Pompeckj

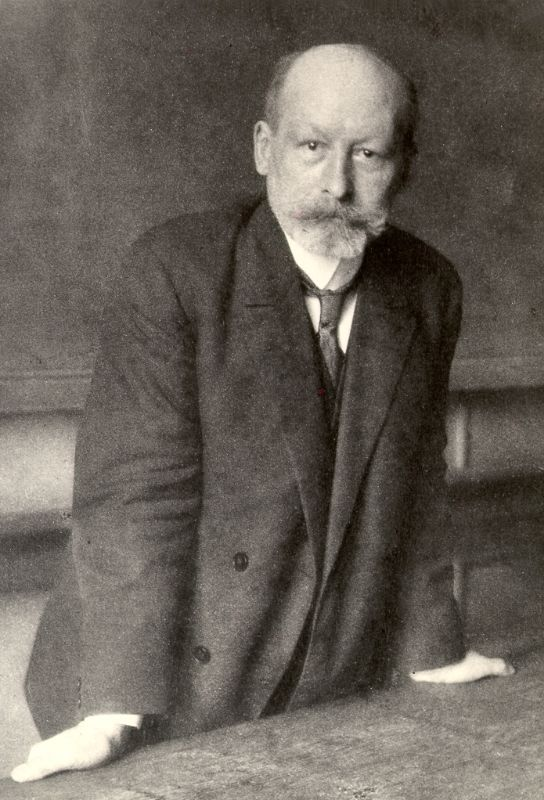
Josef Felix Pompeckj um 1920

Josef Felix Pompeckj (* 10. Mai 1867 in Groß Köllen, Kreis Rößel; † 8. Juli 1930 in Berlin) war ein deutscher Paläontologe und Geologe.

## Leben
Pompeckj machte am Realgymnasium in Elbing sein Abitur und studierte ab 1885 Geologie und Paläontologie an der Universität Königsberg, wo er 1885 Mitglied der Burschenschaft Alemannia wurde. Er wurde dort 1890 bei Wilhelm von Branca (Die Trilobitenfauna der ost- und westpreußischen Diluvialgeschiebe) promoviert. Danach folgte er von Branca als Assistent an die Universität Tübingen. 1894 wechselte er an die Paläontologische Staatssammlung in München, wo er sich im selben Jahr bei Karl von Zittel über Ammoniten habilitierte. Danach war er Privatdozent an der Universität, ab 1897 Kustos und 1903 außerordentlicher Professor. 1896 bereiste er im Auftrag der rumänischen Regierung Rumänien und den russischen Teil Polens. 1904 war er kurz an der Geologischen Reichsanstalt in Wien und wurde im selben Jahr Professor an der Landwirtschaftlichen Hochschule Hohenheim. 1907 wurde er zunächst außerordentlicher, dann ordentlicher Professor in Göttingen und 1913 an der Universität Tübingen. 1917 wurde er ordentlicher Professor der Geologie und Paläontologie und Direktor des Geologisch-Paläontologischen Instituts und Museums der Friedrich-Wilhelms-Universität (heute Humboldt-Universität zu Berlin), als Nachfolger von Wilhelm von Branca. Gleichzeitig wurde er zum Geheimen Bergrat ernannt. Pompeckj blieb bis zu seinem Tod in Berlin. Während der Weimarer Republik unterstützte er in öffentlichen Aufrufen die Deutschnationale Volkspartei (DNVP).  1923/24 war er Dekan und 1925/26 Rektor der Universität. Zusammen mit dem Physiker Wilhelm Westphal setzte er sich in den 1920er Jahren für den wissenschaftlichen Austausch mit der Sowjetunion ein.

## Wissenschaft
Pompeckj war als Hochschullehrer in Berlin sehr erfolgreich und gründete eine eigene Schule von Paläontologen. Nach ihm ist die Pompeckjsche Schwelle benannt, mit der er den Faunenunterschied der Trilobiten im unteren und mittleren Kambrium zwischen Böhmen einerseits und dem Baltikum und Polen andererseits erklärte (1896). Der Begriff wurde von Wilhelm Haack 1926 geprägt. Sie verlief von den Nordsudeten bis zur Unterelbe und Schleswig-Holstein. 1930 übertrug Alfred Bentz den Begriff auch auf eine hypothetische Schwelle im Mesozoikum, die aber während großer Teile des Mesozoikums nicht bestand. Deswegen wurde die Bezeichnung schon ab 1963 von Ehrhard Voigt stark eingeschränkt. In der Tektonik Niedersachsens im Mesozoikum wurde auch der Begriff Pompeckjsche Scholle geprägt.
Er gehörte im August 1912 zu den 34 Gründungsmitgliedern der Paläontologischen Gesellschaft und wurde zusammen mit Fritz Frech erster Vizepräsident.  Er war Mitglied der Göttinger Gesellschaft der Wissenschaften (1911), der Preußischen Akademie der Wissenschaften (1920) und der Leopoldina (1925).  Er war auswärtiges Mitglied der Paleontological Society of America und der Geological Society of London. 1920 bis 1930 war er Vorstandsmitglied der Deutschen Geologischen Gesellschaft.
Er war seit 1903 Herausgeber von Palaeontographica, von Geologische und Paläontologische Abhandlungen (mit Friedrich von Huene), von Lethaea geognostica und des Neuen Jahrbuchs für Mineralogie, Geologie und Paläontologie sowie mehrerer Bände des Fossilium Catalogus, Leiden, Backhuys.

## Schriften
- Über Aucellen und Aucellen-ähnliche Formen. Neues Jahrbuch für Mineralogie, Geologie und Paläontologie. 1881
- Über Ammonoideen mit anormaler Wohnkammer. Jahreshefte des Vereins für Vaterländische Naturkunde, Stuttgart, 1884
- Beiträge zu einer Revision der Ammoniten des Schwäbischen Jura. Schweizerbart, Stuttgart 1893-1896 doi:10.5962/bhl.title.46837
- Die Fauna des Cambriums von Tejřovic und Skrej in Böhmen. Jahrbuch der Geologischen Reichsanstalt, 1896
- Über Calymene Brongniart. Neues Jahrbuch für Mineralogie, Geologie und Paläontologie, 1898
- Marines Mesozoikum von König Karls Land. Stockholm, Ofvers. K. Vetensk-Akad. Forh., Band 56, 1899, Seite 449–464.
- Jura-Fossilien aus Alaska. Verhandlungen der Kaiserlichen Russischen Mineralogischen Gesellschaft zu St. Petersburg. Zweite Serie. Bd. XXXVIII. Nr. 1. 239-282. 1900 PDF (Memento vom 5. Oktober 2013 im Internet Archive)
- Die Juraablagerungen zwischen Regensburg und Regenstauf. Ein Beitrag zur Kenntnis der Ostgrenze des Fränkischen Jura. Geognostische Jahreshefte, Band 14, 1901, S. 139–220
- Über Aucellen und Aucellen-ähnliche Formen. Neues Jahrb. f. Min., Geol. u. Paläontologie, Band 14
- Aus dem Tremadoc der Montagne Noire (Süd-Frankreich). Neues Jahrbuch für Mineralogie, Geologie und Paläontologie, 1902
- Die zoogeographischen Beziehungen zwischen den Jurameeren NW- und S-Deutschlands. J.-Ber. nieders. geol. Ver., Hannover, 1908
- Über einen Fund von Mosasaurier-Resten im Ober-Senon von Haldem. J.-Ber. nieders. geolog. Ver., 1910, S. 122–150
- Zur Rassenpersistenz der Ammoniten. Jahresbericht des Niedersächsischen Geologischen Vereins, 1910
- Amphineura-Paläontologie. Handwörterbuch der Naturwissenschaften, 1912
- Das Meer des Kupferschiefers. Sonderabdruck aus der Branca-Festschrift. (Leipzig, Gebrüder Borntraeger, 1914).
- Die Bedeutung des Schwäbischen Jura für die Erdgeschichte. Stuttgart, 1914
- Kupferschiefer und Kupferschiefermeer. Zeitschrift der Deutschen Gesellschaft für Geowissenschaften, Band 72.   p. 329-339
- Das Ohrskelett von Zeuglodon. Senckenbergiana, 1922
- Ammoniten des Rhät, Neues Jahrbuch für Mineralogie, Geologie und Paläontologie, 1895, S. 1–46
- Ein neues Zeugnis uralten Lebens. Paläontologische Zeitschrift 9: 287–313. 1927
- mit Charles Schuchert, C. M. LeVene: Brachiopoda: (generum et genotyporum index et bibliographia). 1929 W. Junk, Berlin
- Anpassung und Beharrung im Lichte erdgeschichtlicher Überlieferung (Rektoratsrede 1924), Berlin 1925, wieder abgedruckt in: Beiträge zur Geschichte der Humboldt-Universität Berlin, Nr. 30, 1992, S. 32
- Altert die Erde ?, Berlin, Ebering 1926
- Die Bedeutung der Schwäbischen Jura für die Erdgeschichte (Antrittsrede 1913), Schweizerbart, Stuttgart 1914